# 土耳其擬白魚
土耳其擬白魚（学名：Alburnoides manyasensis）為輻鰭魚綱鯉形目雅羅魚科擬白魚屬的其中一種，分布於亞洲土耳其Koca溪流域，體長可達9.2公分，棲息在礫石底質的河川底中層水域，生活習性不明。

## 扩展阅读
維基物種上的相關：土耳其擬白魚